# Islamische Föderation Berlin
Die Islamische Föderation Berlin (IFB) ist als eingetragener Verein ein Dachverband von 26 von 70 Moscheen in Berlin und ist damit der größte Dachverband Berliner Moscheen. Die Mitgliedsmoscheen werden in verschiedenen Gremien, unter anderem im Beirat für Islamische Theologie an der Humboldt-Universität zu Berlin vertreten. Daneben wird der Tag der Offenen Moscheen am Tag der Deutschen Einheit (3. Oktober) in den Mitgliedsvereinen koordiniert. Der Vorsitzende ist zurzeit (2022) Murat Gül. Verwaltungsratsvorsitzender ist aktuell der Politikwissenschaftler Burhan Kesici.

## Selbstverständnis und Aufgaben
Die Föderation wurde 1980 als Dachverband von 26 Moscheevereinen und anderen islamischen Vereinen gegründet, um die Integration der Muslime zu fördern und den Islam in Deutschland, besonders in Berlin, bekannt zu machen. Neben Moscheen gehören zu ihren Mitgliedern auch Jugend- und Frauenvereine sowie Selbsthilfegruppen. Die IFB versteht sich, unabhängig und nur regional vertreten, als Vertreterin aller interessierten Berliner Muslime.

## Arbeit
Die IFB fordert die Einführung eines ordentlichen Islamischen Religionsunterrichts nach Art. 7 Abs. 3 GG und hat dazu Curriculumentwürfe erstellt. In Berlin hat sie nach zwanzig Jahren gerichtlich die Anerkennung erstritten, diesen Unterricht in eigener Trägerschaft auf der Grundlage von § 23 des Berliner Schulgesetzes anzubieten – das heißt nicht als ordentliches Unterrichtsfach nach Art. 7 Abs. 3 GG. Seit Beginn des Schuljahres 2001/2002 wird islamischer Religionsunterricht in der Verantwortung der IFB an 15 Schulen in den Klassen eins bis sechs zwei Stunden wöchentlich erteilt. Dreizehn Lehrer unterrichten ca. 1.560 Schüler (Stand 2002). Nach eigenen Angaben werden in Berlin 4.000 Kinder an 37 staatlichen Schulen unterrichtet, wofür die Föderation im Jahr 2006 740.000 Euro staatliche Subvention erhält.
Die IFB ist im Beirat für Islamische Theologie an der Humboldt-Universität zu Berlin beteiligt und beriet im Gründungsprozess das Institut für Islamische Theologie.

## Anfeindungen
Die Mitgliedsgemeinde in Berlin-Buckow, die Aziziye-Moschee wurde Ziel von Angriffen der rechtsextremen NPD durch eine Steckblattaktion und einen Facebook-Beitrag (4. August 2016 um 19.18 Uhr). Auf dem Beitrag ist ein Foto der Frontansicht der Aziziye-Moscheegemeinde zu sehen mit der Überschrift „Moscheen, wie hier im Möwenweg 36-38, abschaffen! NPD Neukölln!“
Des Weiteren ist auf dem Foto der Slogan „Sag nee zur Moschee, in Buckow und anderswo!“ abgebildet. Auf einem Steckblatt vom 16. August 2016 der NPD ist die Frontansicht der Moscheegemeinde abgebildet mit dem Spruch: „WEG mit der MOSCHEE im MÖWENWEG“.

## Mitglieder
Folgende Moscheevereine sind Mitglieder der Islamischen Föderation Berlin:
| - Ayasofya-Moschee - Emir Sultan Camii - Ensar Camii - Gazi Osman Pasa - Haci Bayram Moschee - Hasan Basri Moschee - IGMG Ortsverein Wittenau – Medina Moschee e. V. | - Interkulturelles Zentrum für Dialog und Bildung e. V. - Islamische Gemeinde Fatih Kulturhaus e. V. - Islamischer Kulturverein Emir Sultan e. V. - Mariendorfer Moschee - Mevlana-Moschee | - Rudower Moschee - NBS – Neuköllner Begegnungsstätte e. V. - Spandauer Moschee und die Lehre vom Qu´ran e. V. - Sultan Ahmet Moschee e. V. - Teiba – Kulturzentrum für Bildung und Verständigung e. V. - Vakif Moschee |  |